# Rosières-en-Santerre
Rosières-en-Santerre (picardisch: Rousière-in-Santérre) ist eine nordfranzösische Gemeinde mit 2928 Einwohnern (Stand 1. Januar 2022) im Département Somme in der Region Hauts-de-France. Die Gemeinde liegt im Arrondissement Péronne und gehört zum Kanton Moreuil und ist Teil der Communauté de communes Terre de Picardie.

## Geographie
Rosières-en-Santerre liegt in der landwirtschaftlich geprägten Landschaft Santerre rund 14 km nordwestlich von Roye an der Kreuzung der Départementsstraßen D28 und D328 sowie an der Bahnstrecke Amiens–Laon mit einem Bahnhof. Gewerbegebiete dehnen sich zu beiden Seiten der Bahnstrecke sowie im Süden der Gemeinde aus.

## Geschichte
Funde belegen eine gallo-romanische und merowingische Besiedlung. Der Ort wird in einer Schenkungsurkunde der Abtei Saint-Bertin aus dem Jahr 883 erstmals urkundlich genannt. Im 14. Jahrhundert ließen sich die Bewohner des niedergebrannten Orts Rousseville in Rosières nieder. Im 16. Jahrhundert wurden Souterrains (muches) gegraben. 1579 wurden Rosières drei Jahrmärkte und ein Wochenmarkt zugestanden. 1746 wurde die Kirche errichtet. 1865 erreichte die Eisenbahn den Ort. In beiden Weltkriegen erlitt Rosières Zerstörungen. Der ehemalige Flugplatz Rosières-en-Santerre lag einige Kilometer östlich des Ortes. Am 22. Mai 1940 fanden hier heftige Kämpfe statt.

## Einwohner
| 1962 | 1968 | 1975 | 1982 | 1990 | 1999 | 2006 | 2010 |
| ---- | ---- | ---- | ---- | ---- | ---- | ---- | ---- |
| 2381 | 2605 | 2815 | 2985 | 3107 | 2956 | 2886 | 2924 |

## Verwaltung
Bürgermeister (maire) ist seit 2001 José Sueur.

## Sehenswürdigkeiten
- Die Kirche Saint-Omer.

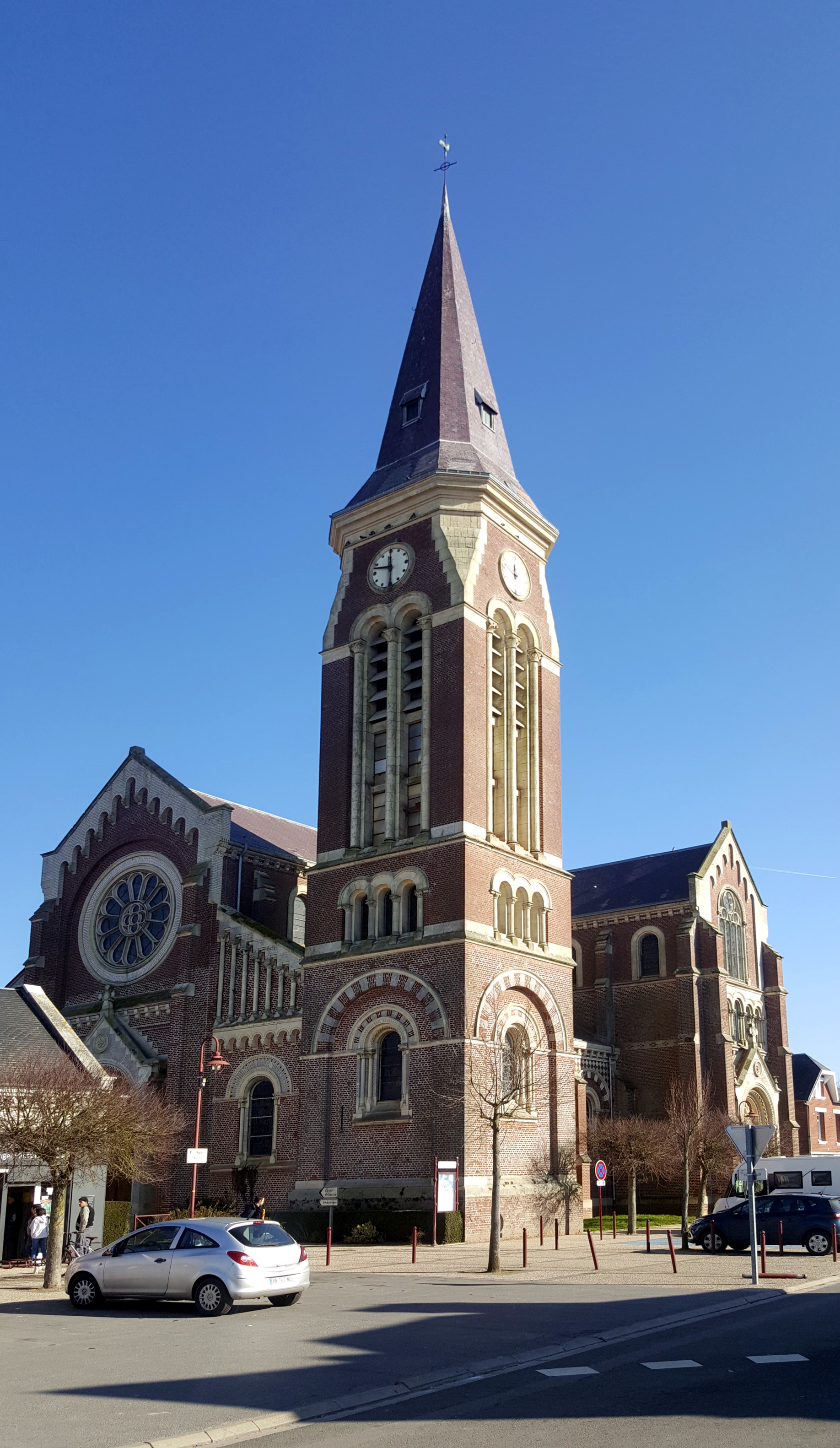
Kirche Saint-Omer

- Marienstatue an der Straße nach Caix (Somme).
- Friedhofskapelle.
- Kriegerdenkmal von Auguste Carvin.
- Mehrere Industriegebäude.
- Der britische Soldatenfriedhof.

## Gemeindepartnerschaften
- Drochtersen, Niedersachsen, Deutschland.